# Antonella Papiro
Antonella Papiro (née le 15 septembre 1978 à Sant'Agata di Militello) est une femme politique, enseignante et entrepreneuse italienne.
Elle est membre de la dix-huitième législature de la République italienne au sein du Mouvement 5 étoiles.